# Mimoceroplesis coussementi
Mimoceroplesis coussementi là một loài bọ cánh cứng trong họ Cerambycidae.